# Seattle Storm 2011
La stagione 2011 delle Seattle Storm fu la 12ª nella WNBA per la franchigia.
Le Seattle Storm arrivarono seconde nella Western Conference con un record di 21-13. Nei play-off persero la semifinale di conference con le Phoenix Mercury (2-1).

## Roster
| N° | Naz.                   | Ruolo | Sportivo          | Anno | Alt. | Peso |
| -- | ---------------------- | ----- | ----------------- | ---- | ---- | ---- |
| 2  | Stati Uniti (bandiera) | A     | Swin Cash         | 1979 | 185  | 73   |
| 3  | Nigeria (bandiera)     | A     | Ify Ibekwe        | 1989 | 188  | 67   |
| 10 | Stati Uniti (bandiera) | G     | Sue Bird          | 1980 | 175  | 68   |
| 11 | Polonia (bandiera)     | AC    | Ewelina Kobryn    | 1982 | 191  | 95   |
| 12 | Australia (bandiera)   | G     | Belinda Snell     | 1981 | 180  | 75   |
| 14 | Stati Uniti (bandiera) | G     | Katie Smith       | 1974 | 180  | 79   |
| 15 | Australia (bandiera)   | AC    | Lauren Jackson    | 1981 | 196  | 85   |
| 20 | Stati Uniti (bandiera) | A     | Camille Little    | 1985 | 188  | 82   |
| 22 | Stati Uniti (bandiera) | G     | Allie Quigley     | 1986 | 178  | 64   |
| 30 | Stati Uniti (bandiera) | G     | Tanisha Wright    | 1983 | 180  | 75   |
| 32 | Stati Uniti (bandiera) | C     | Krystal Thomas    | 1989 | 196  | 88   |
| 34 | Stati Uniti (bandiera) | A     | Le'coe Willingham | 1981 | 183  | 91   |
| 43 | Stati Uniti (bandiera) | C     | Ashley Robinson   | 1982 | 193  | 82   |

## Staff tecnico
- Allenatore: Brian Agler
- Vice-allenatori: Jenny Boucek, Nancy Darsch
- Preparatore atletico: Tom Spencer
- Preparatore fisico: Melissa Hardin